# باشگاه فوتبال الحد
باشگاه فرهنگی ورزشی الحد (عربی: نادي الحد الرياضي الثقافي) همچنین با عنوان باشگاه الحد هم شناخته می شود. این باشگاه فوتبال بحرینی در شهر الحد ،محرق در لیگ برتر بحرین بازی میکند.

## افتخارات
۵ قهرمانی رسمی.
- لیگ برتر بحرین: ۱

۲۰۱۵/۱۶
- لیگ دسته دوم بحرین: ۱

۲۰۰۹/۱۰
- جام پادشاه بحرین: ۱

۲۰۱۵
- جام فدراسیون فوتبال بحرین: ۱

۲۰۱۵
- سوپر جام بحرین: ۱

۲۰۱۵

## عملکرد در مسابقات بین‌المللی

### عملکرد در مسابقات UAFA
- جام باشگاه‌های جهان عرب: ۱ دوره حضور

۲۰۱۲/۱۳: راند دوم

### عملکرد در مسابقات AFC
- ای‌اف‌سی کاپ: ۲ دوره حضور

۲۰۱۴: یک چهارم
۲۰۱۵: مرحله گروهی